# Internamento dei tedeschi negli Stati Uniti

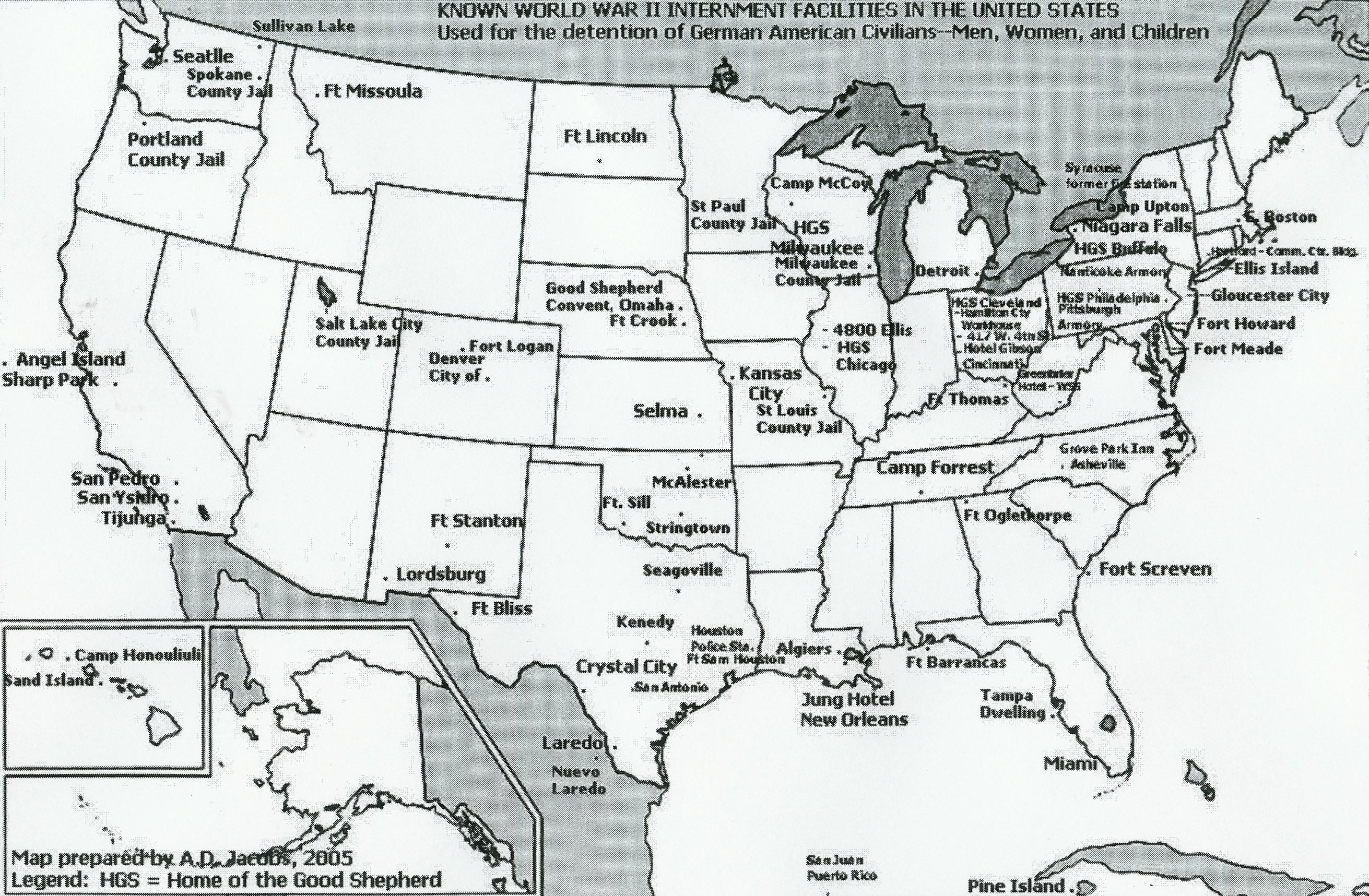
La mappa dei luoghi dove sono stati internati cittadini americani di origine tedesca

L'internamento dei tedeschi negli Stati Uniti è un fenomeno avvenuto durante la prima guerra mondiale tra il 1917 e il 1919 e durante la seconda, tra il 1939 e il 1946.
Ha riguardato sia prigionieri di guerra che una piccolissima parte della popolazione civile di origine tedesca residente negli U.S. considerata come possibile minaccia. A differenza degli americani di origine giapponese, internati durante la seconda guerra mondiale, questi civili non hanno mai ricevuto scuse o risarcimenti.

## La prima guerra mondiale
L'entrata in guerra degli Stati Uniti durante la prima guerra mondiale avvenne circa un anno e sette mesi prima della fine del conflitto, dunque solo un numero relativamente ridotto di prigionieri di guerra tedeschi furono deportati in America. La maggior parte erano marinai della Marina imperiale catturati lontano dai campi di battaglia in Europa.
Durante la Grande Guerra il Dipartimento della Guerra degli Stati Uniti individuò tre località dove creare dei campi di prigionia: Fort McPherson e Fort Oglethorpe in Georgia e Fort Douglas nello Utah. In quest'ultimo erano detenuti 406 prigionieri tedeschi mentre a Fort McPherson ve n'erano 1.373. Le poche decine di tedeschi che morirono durante la prigionia vennero sepolto nei cimiteri di Chattanooga e Fort Lyon, in Colorado, oppure a Fort Douglas (Utah).

## Seconda guerra mondiale
Dal declassamento nel 1970 di documenti governativi relativi a questo argomento, sappiamo che un contingente di circa 378.000 prigionieri tedeschi, catturati in Nord Africa, Italia e Francia, fu inviato in confinamento in 45 degli allora 48 stati degli Stati Uniti. I tre stati che non avevano prigionieri di guerra tedeschi erano Nord Dakota, Nevada, e Vermont.
Il Nord Carolina ospitò i primi tedeschi detenuti negli Stati Uniti, il personale di bordo dell' U-Boat, sottomarino affondato al largo degli Outer Banks il 9 maggio 1942.
I prigionieri tedeschi cominciarono ad arrivare negli Stati Uniti in gran numero nella tarda primavera del 1943, dopo le vittorie degli Alleati in Africa, pervenendo poi nel paese in un flusso costante dopo l'invasione della Francia. I membri degli Afrikakorps furono i veterani tra i prigionieri di guerra tedeschi, generalmente tenuti sott'occhio e distinti dagli altri prigionieri tramite lettere di dimensione maggiore stampate sui loro vestiti, per rendere un'eventuale fuga più difficile. La loro età media era di solo 23 anni: furono reclutati per qualità fisiche e militari, e avevano la reputazione di possedere forti sentimenti nazionali e socialisti.
Secondo i documenti rivelati nel 1970, il numero dei prigionieri di guerra tedeschi in custodia americana nel territorio continentale degli Stati Uniti il 15 febbraio 1945 era il seguente: 
Ufficiali, 12.619; Sottufficiali, 67,154; Uomini arruolati, 226,413.
Questo numero comprende una trentina di generali e due o tre ammiragli.

## La tutela della Convenzione di Ginevra
La Convenzione di Ginevra prevede che i prigionieri di guerra siano trattati in modo umano e protetti, in particolare contro gli atti di violenza, gli insulti, e la curiosità della gente (articolo 2). Ai civili non è, di conseguenza, consentito l'accesso ai campi di prigionia o l'associazione con i prigionieri nei luoghi in cui lavorano, come fabbriche, industrie conserviere, lavanderie, e fattorie. Il personale di guardia americano ricevette le istruzioni del caso in tal senso. 
Misure di rappresaglia contro i prigionieri sono vietate (articolo 2), e nessuna di esse fu applicata dagli Stati Uniti. Qualora richiesto, ogni prigioniero di guerra è tenuto a dare il suo vero nome e grado, oppure il suo numero di reggimento. Una volta preso in custodia americana, al prigioniero fu dato un numero identificativo, e vennero registrate foto ed impronte digitali. I registri personali dovevano essere conservati scrupolosamente.
Nel rispetto della Convenzione, non può essere utilizzata sul prigioniero coercizione per ottenere informazioni relative alla condizione del suo esercito o di un paese. I prigionieri che rifiutano di rispondere non possono essere minacciati, insultati o esposti a trattamento spiacevole o svantaggioso di ogni genere (articolo 5). I prigionieri furono interrogati presso centri di interrogatorio speciali. Praticamente nessuna denuncia fu sporta dai prigionieri alla delegazione svizzera della Croce Rossa, l'ente che si occupò di verificare le condizioni di detenzione, circa il trattamento in questi centri transitori.
I soldi stranieri confiscati ai prigionieri vennero tenuti in custodia dalle autorità militari sul conto di ogni prigioniero. Il Tesoro degli Stati Uniti fu depositario del fondo fiduciario individuale. I documenti di identificazione, insegne di rango, e decorazioni furono trattenuti o restituiti ai prigionieri (articolo 6), che potevano esibirli liberamente ogni volta che indossavano le loro uniformi.

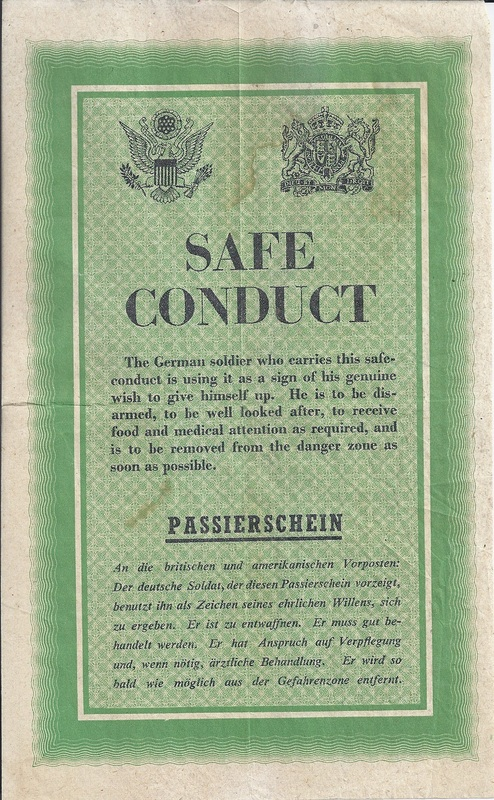
Salvacondotto assegnato in dotazione alle truppe tedesche durante la seconda guerra mondiale

Le parti in guerra sono tenute a comunicare reciprocamente la cattura di prigionieri entro il minor tempo possibile, fornendo tramite agenzie d'informazione l'identità e il numero identificativo di ogni prigioniero e l'indirizzo ufficiale a cui la corrispondenza delle famiglie può essere inviato (articoli 8 e 77). Gli Stati Uniti istituirono a tale scopo l'Enemy Prisoner of War Information Bureau nel Dipartimento della Guerra, che fu una divisione d'ufficio del Provost Marshal General.
Non appena possibile ogni detenuto deve essere abilitato per corrispondere con la sua famiglia (articolo 8). È previsto che ciascuna parte in guerra determini periodicamente il numero di lettere e cartoline postali al mese che i prigionieri di guerra in suo possesso sono autorizzati a inviare (articolo 36). prigionieri tedeschi in custodia americana furono autorizzati a scrivere lettere e cartoline come segue: gli ufficiali generali: cinque lettere e cinque cartoline al mese; altri ufficiali: tre lettere e quattro cartoline in un mese; soldati semplici: due lettere e quattro cartoline al mese. La lunghezza di lettere e cartoline fu limitato; dovettero essere redatte su appositi moduli. La posta non poteva essere ritardata o detenuta per motivi disciplinari (articolo 36). Le lettere potevano quindi essere scritte e ricevute anche quando i prigionieri erano confinati in celle d'isolamento.
I prigionieri di guerra erano autorizzati singolarmente a ricevere pacchi contenenti cibo e di alcuni altri articoli (articolo 37). I prigionieri tedeschi poterono quindi ricevere tali pacchetti da parte dei membri delle loro famiglie o dalla Croce Rossa tedesca. In molti campi i prigionieri chiesero alla Croce Rossa tedesca, attraverso i rappresentanti svizzeri, di mantenere cibo e tabacco in Germania, perché non erano necessari ai detenuti.
Le lettere ed i pacchi furono esenti da tasse postali. In caso di urgenza riconosciuta, i detenuti furono autorizzati ad inviare telegrammi pagando le spese usuali (articolo 38). I prigionieri, per esempio, poterono inviare telegrammi a casa attraverso la Croce Rossa Americana, quando non ricevevano alcuna lettera dalle loro famiglie per un periodo di tre mesi o più.
I prigionieri erano autorizzati a ricevere spedizioni di libri individualmente e collettivamente per la biblioteca del campo. Questi libri erano soggetti a censura (articolo 39). Essi furono inviati ai prigionieri da parte dei membri delle loro famiglie o, nel caso delle librerie del campo, dalla Croce Rossa tedesca e dal soccorso della Y.M.C.A (Young Men's Christian Association). Essi poterono anche essere acquistati dai prigionieri singolarmente, o collettivamente per le librerie campo. In tutti i casi i libri inviati da privati dovevano essere spediti direttamente dalla casa editrice.
In generale, la Convenzione di Ginevra prevede che i prigionieri di guerra devono essere ospitati in edifici o caserme che offrano determinate garanzie di igiene e salubrità. Essi devono essere completamente protetti dall'umidità e sufficientemente riscaldati ed illuminati. La superficie totale, la quantità minima cubo d'aria e la disposizione ed il materiale di biancheria in questi dormitori deve essere la stessa utilizzata per le truppe nei campi base della Potenza detentrice (articolo 10).
Nel 2005, un gruppo di attivisti ha formato un'associazione che si occupa di valutare le violazioni dei diritti civili commessi dal governo nei confronti dei suoi cittadini di origini tedesche nel corso della seconda guerra mondiale.

## L'attività lavorativa
Al 15 febbraio 1945 si contavano 130 campi base e 295 campi affiliati di prigionieri tedeschi negli Stati Uniti continentali. Un numero aggiuntivo di prigionieri era in ospedali, altri in istituti penali.
La maggior parte dei primi campi furono istituiti negli stati del sud e sud-ovest per approfittare dei bassi costi di costruzione ed operativi, merito del clima più mite e di altre condizioni. Poiché l'esigenza di utilizzare il prigioniero di guerra per svolgere del lavoro aumentò, furono istituiti altri edifici detentivi "succursali".
Nel mese di aprile 1943, il Dipartimento di Guerra annunciò che la popolazione dei prigionieri tedeschi cresceva rapidamente e poteva essere utilizzata in conformità all'articolo 27 della Convenzione di Ginevra per integrare una parte dei lavoratori americani civili impegnati nella campagna militare.
Nel luglio 1943 il Dipartimento di Guerra autorizzò la creazione di campi di filiale designati per soddisfare le esigenze di manodopera civile e militare specifica. Alla fine della guerra, nel 1945, si contavano circa 511 campi filiale, oltre a 155 campi base permanenti più grandi.
Tre quarti dei prigionieri furono impiegati in panifici, mense e lavanderie, nella costruzione di strade ed edifici e in lavori di pulizia generale. Il resto fu impegnato in lavori privati, per lo più aziende agricole. Per motivi di sicurezza si stabilirono una serie di primi campi in zone piuttosto isolate. Mentre le autorità militari guadagnavano esperienza nella gestione dei prigionieri di guerra, la carenza di manodopera diventava sempre più pressante, i progetti di lavoro per i detenuti assunsero sempre maggiore importanza. I nuovi campi furono, di conseguenza, spesso situati in prossimità e anche vicino ai centri abitati, a seconda delle esigenze di manodopera.
La responsabilità per l'istituzione e il funzionamento dei campi era nelle mani dei nove comandi di servizio regionali, in accordo con le politiche generali stabilite dal Ministero della Guerra. Mentre questo decentramento dell'autorità consente una certa flessibilità nel fornire lavoro dove è più necessario, si traduce anche in una mancanza di uniformità nei criteri di gestione dei campi che non sono prescritti dalla Convenzione di Ginevra.
Camp Sutton, con 750 prigionieri nel maggio 1944, ha ospitato il maggior numero di tedeschi nello stato.

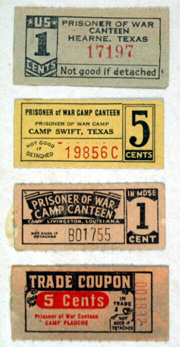
Buoni pasto con cui i detenuti lavoratori che avevano scelto di essere retribuiti immediatamente venivano stipendiati

Il lavoro fornito dai prigionieri di guerra può, o meglio deve non avere nessuna relazione diretta con le operazioni di guerra. È particolarmente vietato l'uso di prigionieri per la produzione e il trasporto di armi o munizioni di qualsiasi tipo, o per il trasporto di materiale destinato ad unità combattenti (articolo 31). Secondo il maggiore MacKnight il Dipartimento di Guerra ha stabilito che:
"I prigionieri di guerra possono essere impiegati in tutte quelle occupazioni che sono normalmente necessarie per l'alimentazione, l'abbigliamento, e al riparo degli esseri umani in quanto tali, anche se questo lavoro può essere eseguito per, o si traduce in benefici per i membri dell'establishment militare; i prigionieri di guerra non possono essere impiegati nel lavoro che ha valore di supporto ad operazioni belliche. Pertanto, per esempio, i prigionieri possono essere impiegati per la fabbricazione di autocarri e loro parti, anche se questi possono eventualmente essere posti ad uso militare, ma non possono essere impiegati per produrre pezzi utilizzati esclusivamente, ad esempio, per carri armati. Inoltre, i prigionieri possono essere utilizzati in agricoltura, industria alimentare, produzione di tessuto, pelle e simili, anche se dei soldati potrebbero consumare gli stessi raccolti o indossare l'abbigliamento e le scarpe."
Si stipularono contratti di lavoro per i prigionieri anche al di fuori dei campi base. Tali contratti impegnavano il Tesoro degli Stati Uniti a pagare i detenuti in base al tasso corrente del libero mercato lavorativo. Mentre il governo pagò in valuta degli Stati Uniti il lavoro svolto dai prigionieri, il Dipartimento di Guerra istituiva un programma di risparmio per coloro che desideravano ricevere il compenso al momento del rimpatrio. I detenuti che preferirono remunerazione immediata furono pagati sotto forma di coupon per la mensa del carcere, al prezzo di 80 centesimi per ogni giornata di lavoro, a condizione che la quota prescritta di lavoro fosse soddisfatta.
La lunghezza della giornata lavorativa del prigioniero, compreso il tempo per il trasporto da e per il lavoro, non doveva superare quella permessa per i lavoratori civili nella regione in cui veniva svolto lo stesso lavoro. Ad ogni detenuto doveva essere consentito un periodo di riposo di ventiquattro ore consecutive ogni settimana, preferibilmente di Domenica (articolo 30). I prigionieri erano tenuti a lavorare almeno otto ore al giorno, o l'equivalente in termini di produttività.

## Il programma di rieducazione, la religione e le attività ricreative
Il programma di rieducazione venne lanciato nell'inverno 1944 a seguito della preoccupazione del governo americano sia per la presenza di elementi fortemente nazisti all'interno di alcuni dei campi di prigionia, sia per la crescente critica di giornali e riviste, secondo le quali il governo non coglieva la possibilità di rieducare i prigionieri alla democrazia. Anche se i membri dell'esercito U.S.A. erano timorosi di violare i termini della Convenzione di Ginevra, mettendo così in pericolo la vita degli americani nelle prigioni tedesche, le autorità interpretarono l'articolo 17 della Convenzione, che incoraggia la "diversità intellettuale," per consentire la rieducazione.
Corsi elaborati di studio non solo di lingua inglese, ma anche di storia americana e di sistema politico americano furono offerti nei campi base più grandi, come Camp Butner e Fort Bragg.
I detenuti godettero di piena libertà nell'esercizio della loro religione, inclusa la partecipazione ai servizi celebrativi di ciascuna fede (articolo 16), tenutasi all'interno dei campi. I loro bisogni religiosi furono curati da cappellani militari catturati e da ministri e sacerdoti reclusi dell'esercito tedesco che servirono in prima linea. Nei campi dove preti o ministri tedeschi non erano disponibili, cappellani dell'esercito americano e ministri e sacerdoti civili (preferibilmente con una conoscenza del tedesco) poterono curare i bisogni religiosi dei reclusi.
Per quanto possibile, furono incoraggiate attività intellettuali e manifestazioni sportive tra i prigionieri di guerra (articolo 17). I prigionieri furono, quindi, autorizzati ad organizzare programmi di formazione di vario tipo sotto la supervisione delle autorità del campo. Essi potettero iscriversi a giornali e periodici ad ampia tiratura pubblicati negli Stati Uniti continentali in inglese e tedesco, ad eccezione di un paio in tedesco la cui circolazione non fu ammessa. Essi furono controllati da censori. I detenuti poterono acquistare radio, a condizione che non fossero attrezzate per la ricezione a onde corte. Tutte le radio furono ispezionati frequentemente per questo motivo. In tutti i campi i prigionieri organizzarono attività sportive, in particolare di calcio;
uno spazio sufficiente fu previsto per la loro attività ricreativa all'aperto e al coperto.
Una certa quantità di attrezzature per le attività ricreative dei prigionieri fu fornita dalle agenzie militari e di protezione sociale; furono fornite inoltre attrezzature per giochi al coperto e sport all'aria aperta, strumenti per l'artigianato e le belle arti, alcuni corredi teatrali.

## Le strutture di detenzione
La capacità dei campi variava da 150 a 7.000 prigionieri; in media circa 2.500 detenuti. Il numero effettivo di prigionieri in un dato campo variava in base alle stagioni, dato che a seconda delle richieste di manodopera gli uomini potevano essere trasferiti in qualsiasi momento nei campi di filiali periferiche situate vicino conservifici, segherie, colture di cotone, e così via.
In origine, i prigionieri furono isolati nelle sezioni di Alabama, Texas, New Mexico, Oklahoma, al fine di evitare la loro fuga e l'eventuale sabotaggio delle fabbriche vitali e delle comunicazioni. L'esercito degli Stati Uniti scoprì presto che i tentativi di fuga erano rari: vi fu una minore percentuale di tentativi di fuga da campi di prigionia che dai penitenziari di massima sicurezza.

I campi di prigionia costruiti completamente da zero seguirono un layout standard, che è stato descritto come segue dal maggiore Maxwell S. MacKnight:
La caratteristica di base del piano è l'aggregato. Un campo è composto da uno o più aggregati circondati da recinzioni a doppio filo spinato. Gli aggregati sono separati l'uno dall'altro da una singola recinzione. Ogni aggregato ospita quattro sottodivisioni di prigionieri o circa 1.000 prigionieri. L'alloggiamento e le strutture sono equivalenti a quelli forniti alle truppe degli Stati Uniti nei campi base, come previsto dalla Convenzione di Ginevra. Queste strutture sono costituite da cinque baraccamenti, una latrina che contiene docce e vasche lavaggio con acqua corrente illimitata calda e fredda, una mensa ed un edificio amministrativo per ogni struttura. Inoltre, ogni aggregato è fornito di un edificio per la ricreazione, un ambulatorio, ed un laboratorio. L'area dell'aggregato è sufficiente a fornire lo spazio per le attività ricreative all'aperto. Ogni campo ha anche una cappella, una stazione ospedaliera ed una grande area ricreativa all'aperto ad uso di tutti i prigionieri del campo.